# Erich Kull
Erich Rolf Adolf Kull (* 6. Januar 1932; † 9. Januar 1985) war ein Schweizer Eisschnellläufer.
Kull, der für den EC Basel startete, wurde in den Jahren 1952 sowie 1953 Schweizer Meister im Mehrkampf und errang bei der Mehrkampfeuropameisterschaft 1954 in Davos den 28. Platz im Grossen Vierkampf. In der Saison 1954/55 belegte er bei der Mehrkampfeuropameisterschaft 1955 in Falun den 34. Platz und bei der Mehrkampfweltmeisterschaft 1955 in Moskau den 37. Rang im Grossen Vierkampf. Letztmals international startete er bei den Olympischen Winterspielen 1956 in Cortina d’Ampezzo, wo er den 46. Platz über 1500 m und den 40. Rang über 500 m errang.

## Persönliche Bestleistungen
| Disziplin | Zeit       | Datum            | Ort         |
| --------- | ---------- | ---------------- | ----------- |
| 500 m     | 44,3 s     | 28. Januar 1956  | Misurinasee |
| 1000 m    | 1:47,8 min | 14. Januar 1951  | Basel       |
| 1500 m    | 2:21,7 min | 30. Januar 1956  | Misurinasee |
| 3000 m    | 5:02,5 min | 24. Januar 1953  | Davos       |
| 5000 m    | 8:47,5 min | 10. Februar 1954 | Misurinasee |